# Демарто, Жиль
Жиль Антуан Демарто, прозванный Старшим (фр. Gilles Antoin Desmarteau или Demarteau; 19 января 1729, Льеж, Льежское епископство — 31 июля 1776, Париж) — бельгийский рисовальщик и гравёр, художник-ювелир и издатель эстампов. Сыграл важную роль в развитии и популяризации карандашной манеры офорта.

## Биография
Родившийся в предместье д’Авруа в семье мастеров-оружейников, Жиль Демарто, первые уроки гравюры по металлу и ювелирному искусству получил у отца. Ещё молодым, примерно в 1748—1750 годах, Жиль отправился в Париж к брату-ювелиру. В Париже он подружился с Жаном-Оноре Фрагонаром, Шарлем Андре Ван Лоо и, особенно, с Франсуа Буше.
В 1746 году в возрасте двадцати четырёх лет Жиль Демарто был признан цехом ювелиров мастером-гравёром по всем металлам. Его первые известные работы относятся к середине 1740-х годов. Они представляют собой офорты: образцы орнаментов, предназначенных для гравирования, чернения и золотой насечки дорогого оружия, а также табакерок и других предметов роскоши.
4 апреля 1767 года Демарто представил свои первые цветные офорты Королевской Академии живописи и скульптуры и они «получили одобрение». 2 сентября 1769 года он был принят в члены Академии за гравюру под названием «Ликург». Став членом Академии, Демарто был назначен Людовиком XV «гравёром Кабинета рисунков короля» (Graveur des Dessins du Cabinet du Roi), заменив в этом звании гравёра Жан-Шарля Франсуа. Демарто получил пенсию в 600 ливров и право разместить свою мастерскую во дворце Лувра.
В Парижском салоне 1767 года он выставил девять гравюр, и далее участвовал в выставках салона в 1768, 1773 и 1775 годах. Он гравировал портреты по рисункам и живописным оригиналам Франсуа Буше, Жана-Батиста Юэ, Жана-Марьяля Фреду и Жана-Батиста Грёза, а также цветочные мотивы по картинам Луи Тессье.
Гравюры Демарто, показанные в салоне, заслужили неоднократную похвалу Дени Дидро за то, что художнику «удалось сохранить красоту и безупречный язык оригиналов». О технике карандашной манеры Дидро отозвался так: «Какое интересное, полезное изобретение этот способ гравирования!».
В гостиной дома Демарто на улице Пеллетри в Париже Жан-Оноре Фрагонар, Франсуа Буше и Жан-Батист Юэ написали декоративные панно. Теперь эти «панели» оформляют одну из комнат: Салон Демарто (Salon Demarteau) музея Карнавале в Париже.

## Творчество
Ж. Демарто довёл до совершенства «карандашную манеру» цветного офорта, воспроизводя в этой сложной технике рисунки А. Ватто, Ф. Буше, Ш.-А. Ван Лоо, Ш.-Н. Кошена, Ж.-Б. Лепренса, в том числе в технике «трёх карандашей». Для большего сходства с копируемыми рисунками Демарто использовал тонированную бумагу и печать красно-коричневой краской, имитирующей сангину, либо охристой или голубоватой краской, имитирующей тона пастели. На готовые оттиски он от руки наносил дополнительные пробелы — блики и штрихи белилами. Демарто печатал гравюры с нескольких досок — для каждого цвета своя доска. Подготовительный рисунок с помощью калек переносился на несколько досок, а при печати оттиски последовательно совмещали с помощью игл и еле заметных отверстий, как в цветной литографии или акватинте. Чаще всего Демарто воспроизводил рисунки Франсуа Буше. Есть свидетельства того, что Буше специально готовил рисунки для воспроизведения в гравюрах Демарто. Эти произведения, истинные шедевры, прославили обоих художников.
Жиль Демарто выполнял в технике офорта книжные орнаменты, заставки и титульные листы. Он также сделал иллюстрации к изданию басен Лафонтена. Демарто также награвировал около 40 руководств по рисованию, в том числе офорты по рисункам Жана-Пьера Уэля, Жана-Батиста Юэ и скульптора Эдме Бушардона.
В 1750-х годах Демарто опубликовал книгу образцов с девятнадцатью офортами, посвящённую исключительно украшениям огнестрельного оружия. В конце своей карьеры Демарто создавал репродукционные гравюры по произведениям Рафаэля и Микеланджело.
Его племянник, Жиль Антуан Демарто Младший (1756—1802), также стал гравёром и принял мастерскую своего дяди после его смерти. Учениками Демарто Старшего были Ж.-Б. Юэ и английский гравёр Уильям Райленд.

## Галерея

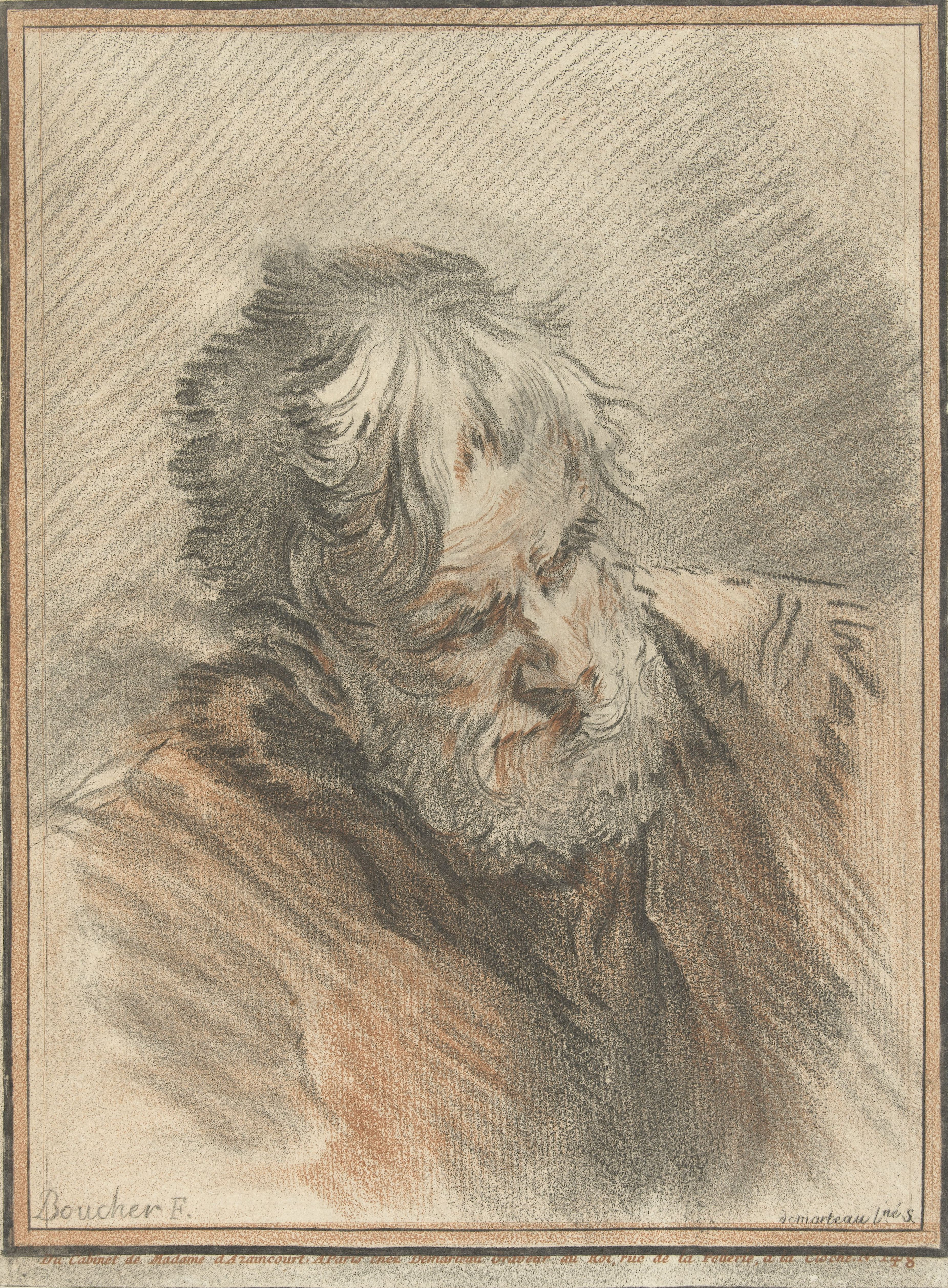
Голова старика. Между 1732 и 1776. Офорт, карандашная манера. Рейксмюсеум, Амстердам
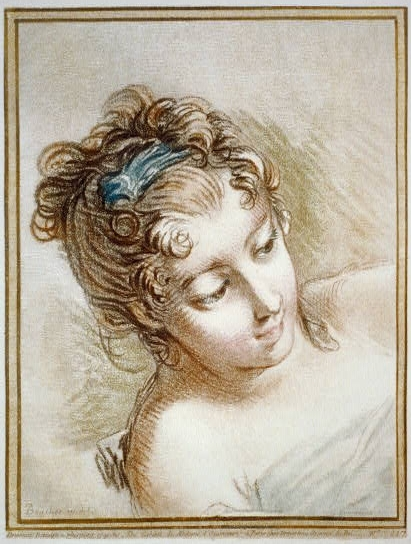
Женская головка. Гравюра в технике трёх карандашей по рисунку Ф. Буше. Между 1750 и 1770. Библиотека конгресса, Вашингтон
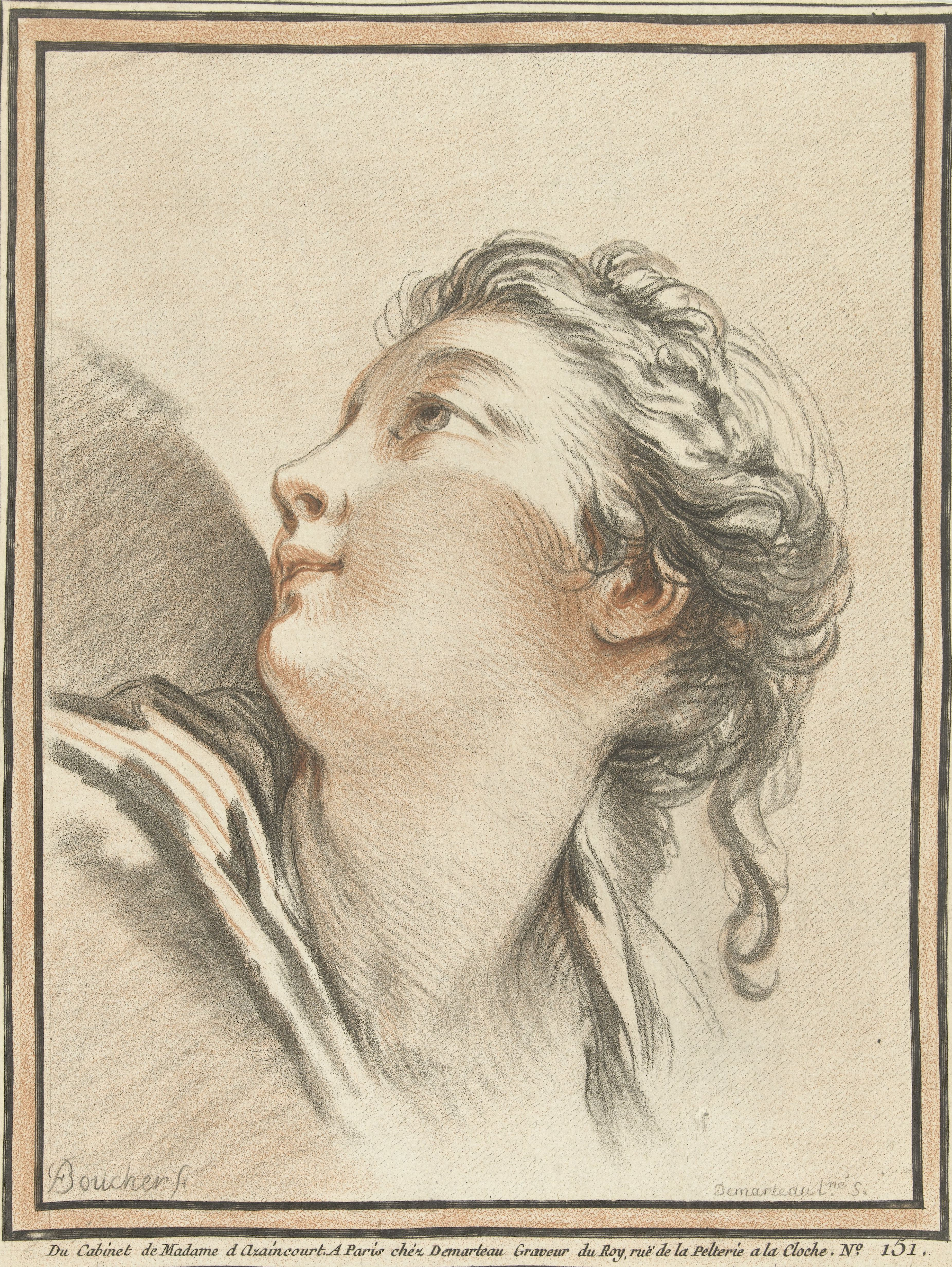
Голова женщины в повороте. По рисунку Ф. Буше. Между 1732 и 1776. Офорт, карандашная манера. Рейксмюсеум, Амстердам
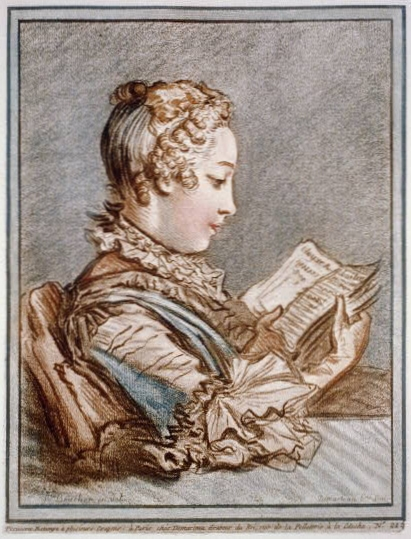
Женщина, читающая книгу «Абеляр и Элоиза». По оригиналу Ф. Буше. Между 1750 и 1770. Карандашная манера
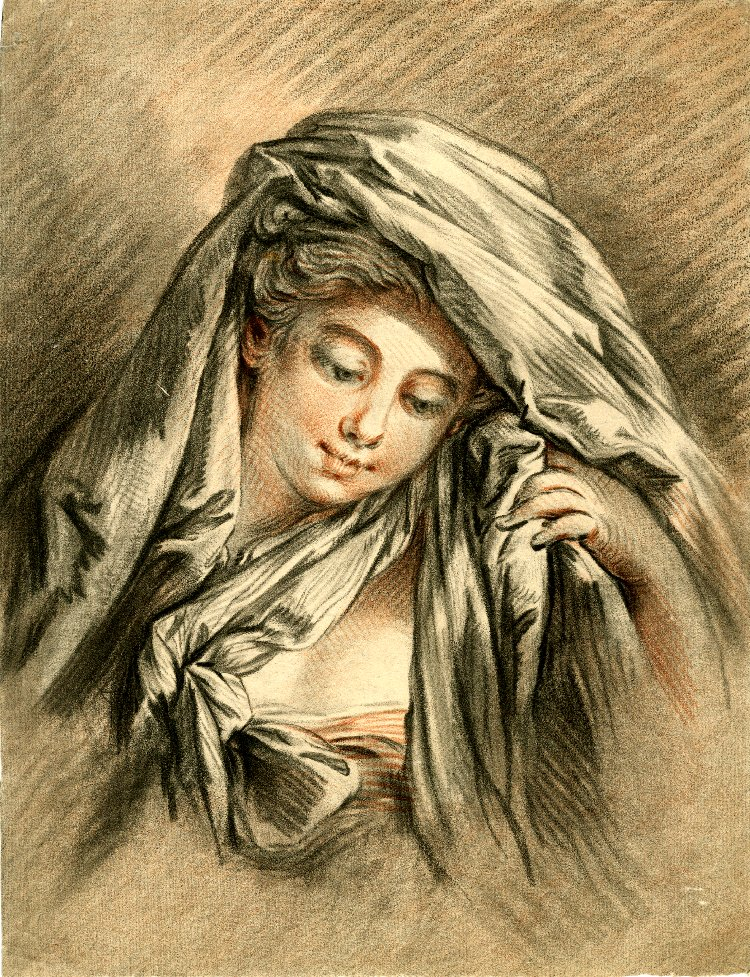
Портрет молодой дамы. Гравюра в технике трёх карандашей по рисунку Ф. Буше. Между 1756 и 1776. Британский музей, Лондон
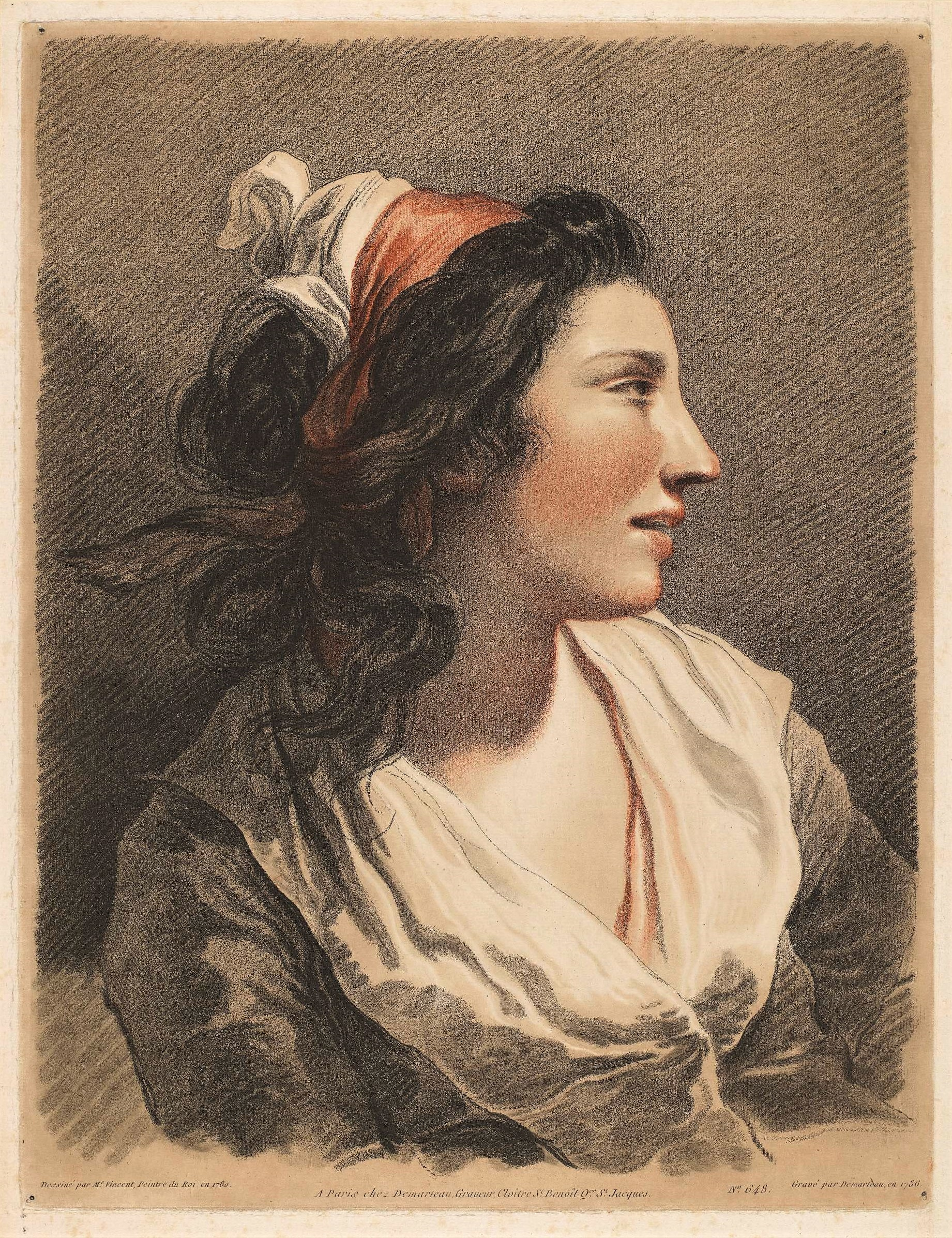
Портрет молодой женщины. 1786. Карандашная манера.
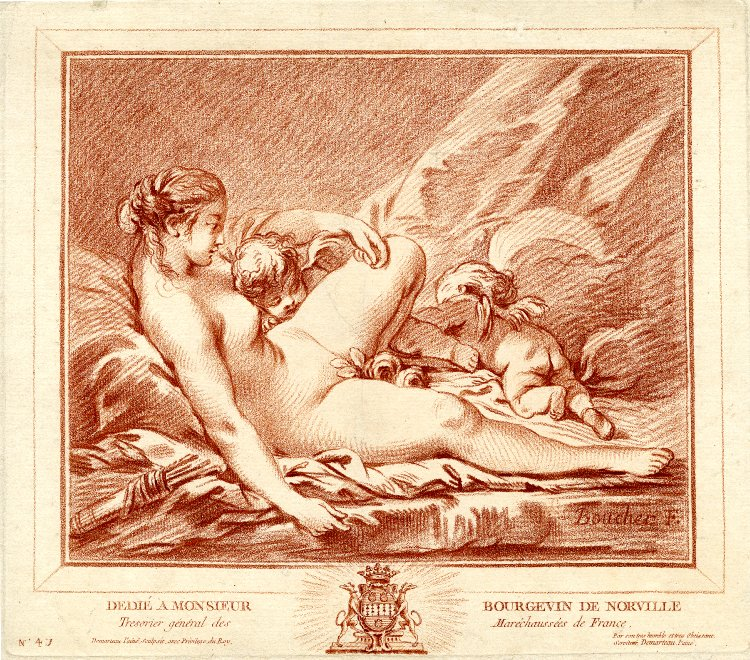
Обнажённая женщина, лежащая на спине на кушетке с двумя путти. Гравюра в карандашной манере по рисунку сангиной Ф. Буше. Между 1756 и 1776. Британский музей, Лондон
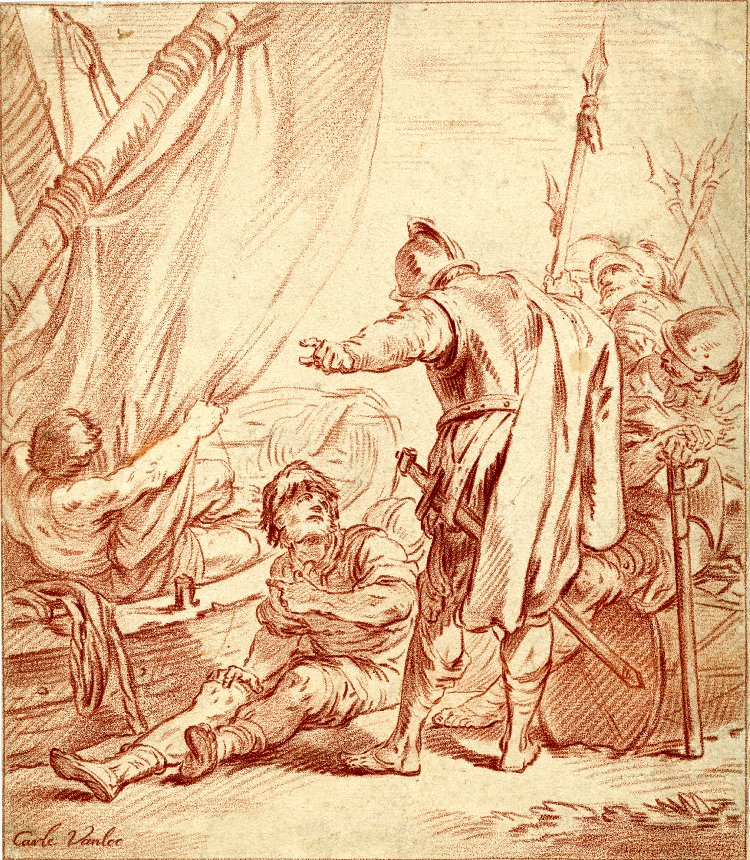
Группа солдат, стоящих справа и смотрящих, как один из них разговаривает с моряком. Гравюра в карандашной манере по рисунку сангиной Ш.-А. Ван Лоо. Между 1756 и 1776. Британский музей, Лондон